# Mariental Urbano
Mariental Urbano es un distrito electoral de la Región Hardap en Namibia. 
Su población es de 11.977 habitantes.